# PSA DV5
La sigla PSA DV5 indica un motore Diesel di fascia medio-bassa destinato all'utilizzo automobilistico, realizzato a partire dal 2017 dal gruppo automobilistico francese PSA. Questo motore fa parte della famiglia di motori DV. Il PSA DV5 è stato sviluppato sulla base del motore 1.5 a gasolio, noto come unità DLD-415 Ford, già in produzione diversi anni prima.

## Storia e debutto

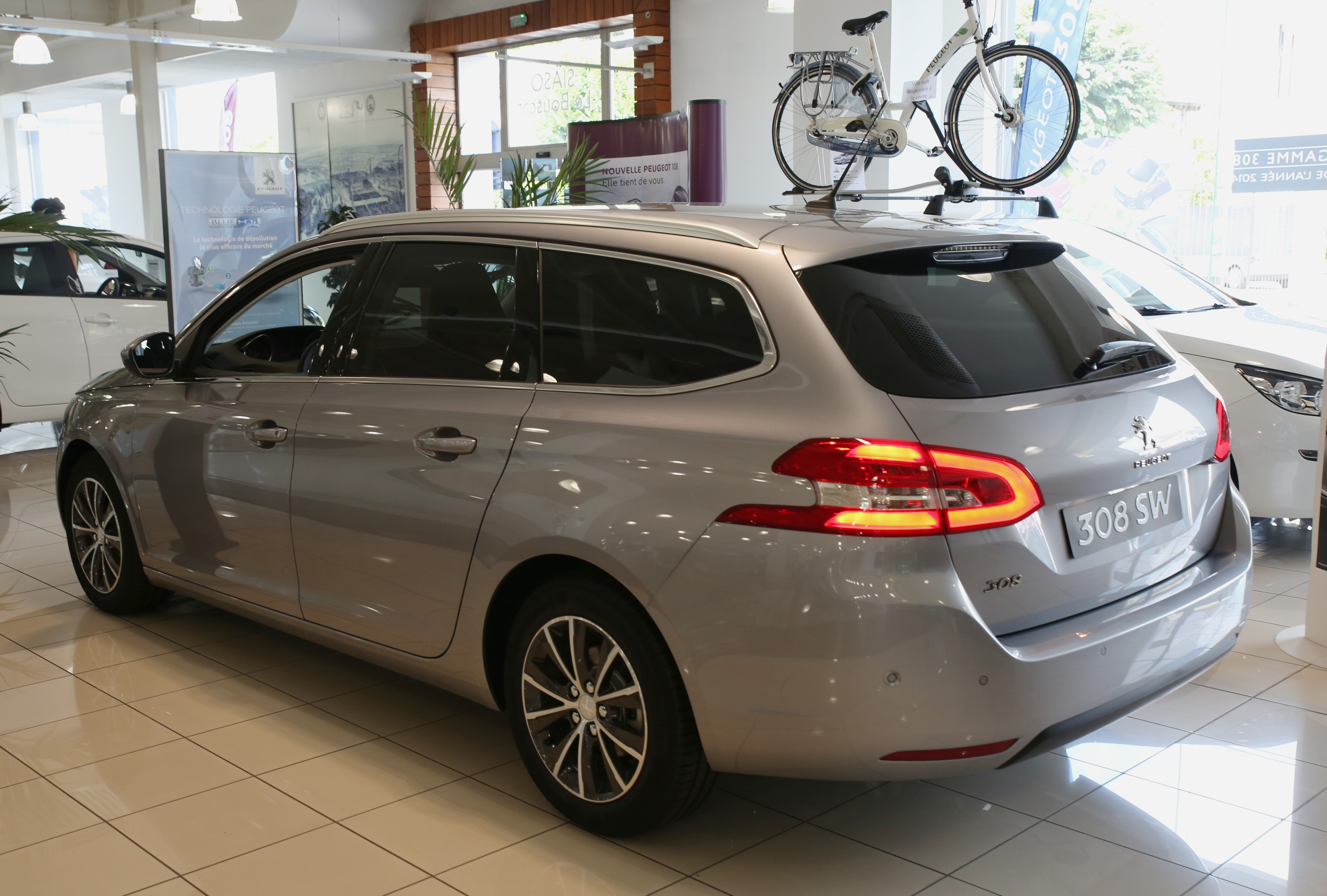
Il 1.5 PSA ha debuttato nella 308 seconda generazione

La storia di questo motore affonda le sue radici nel contesto della joint-venture fra gruppo PSA e gruppo Ford, in un periodo assai delicato per tale alleanza, complice anche il prolungato periodo di recessione del mercato automobilistico che aggiunge anche una buona dose di incertezza sulle decisioni da prendere da parte dei management dei due colossi industriali. A ciò si aggiunga anche la nascita di una nuova joint-venture che ha visto la partecipazione del gruppo PSA, quella con la General Motors, storica rivale del gruppo Ford. Il costruttore di Dearborn (Michigan), rivide quindi in maniera drastica gli accordi con i francesi del gruppo PSA, a cominciare dalla produzione di motori diesel da 2 litri, che a partire dal 2014 la Ford avrebbe prodotto in proprio e montato in via esclusiva sotto il cofano dei propri modelli di punta, mentre il gruppo PSA avrebbe continuato a utilizzare i suoi motori DW da 2 litri, per i quali si prevedeva un'evoluzione in chiave BlueHDi. Per quanto riguarda i nuovi motori diesel di fascia inferiore, PSA e Ford avevano già cominciato a progettare insieme una nuova unità motrice da 1.5 litri che avrebbe dovuto sostituire i due precedenti motori DV/DLD da 1.4 e 1.6 litri. In realtà, anche qui le strade a un certo punto si divisero, poiché la Ford mise in produzione già a partire dal settembre del 2012 il suo nuovo motore diesel da 1.5 litri, che diverrà noto con la sigla DLD-415, mentre il gruppo PSA decise di rivedere a fondo il motore stesso, a tal punto che il risultato finale è da considerarsi a tutti gli effetti come un motore decisamente differente. Nel frattempo il gruppo PSA continuò a utilizzare i motori DV6 per i primi anni, ma evolvendo anch'essi con l'applicazione della tecnologia BlueHDi. Segnali di una crisi che i media non tardarono a tradurre in divorzio, un'ipotesi che sembrò rafforzarsi cinque anni dopo, quando nel marzo del 2017 il gruppo PSA rilevò per intero i marchi Opel e Vauxhall dal gruppo General Motors. In realtà, solo due mesi dopo, il servizio stampa del gruppo PSA diramò un comunicato in cui venne annunciato il prossimo debutto dei motori 1.5 diesel anche nella gamma Peugeot. Inizialmente è stata infatti solo la Casa del Leone Rampante, tra quelle del gruppo PSA, a beneficiare dell'arrivo del nuovo 1.5 a gasolio, montato per la prima volta sotto il cofano della 308 II restyling. Altri modelli debuttanti nello stesso periodo, come ad esempio la Citroën C3 Aircross, hanno continuato a utilizzare il 1.6 BlueHDi della stessa famiglia di motori. Ma in ogni caso, nello stesso comunicato stampa viene evidenziata comunque la collaborazione fra PSA e Ford per la realizzazione di tale propulsore.
La produzione dei motori DV5 avviene nello stabilimento PSA di Douvrin (ex-stabilimento FM Peugeot-Renault). A partire dal 2018 è prevista l'estensione della produzione anche presso un altro stabilimento PSA, quello di Trémery. L'investimento finanziario necessario per la progettazione, lo sviluppo e la messa in produzione di questo motore ammonta complessivamente a 430 milioni di euro.

## Caratteristiche
Si è già accennato alla profonda riprogettazione operata dal gruppo PSA sulla base del già esistente motore Ford DLD-415. Tale riprogettazione fu realmente a livello strutturale e andò a interessare innanzitutto il monoblocco stesso, le cui misure caratteristiche di alesaggio e corsa di 75 x 84,8 mm si differenziarono sensibilmente da quelle del monoblocco Ford originario (73,5 x 88,3 mm). Ma la cilindrata totale alla fine è rimasta immutata a 1499 cm³ in entrambi i casi. Un'altra grossa differenza tra il 1.5 Ford e quello PSA sta nello schema di distribuzione, che prevede la soluzione bialbero per il motore francese in luogo della soluzione monoalbero per il motore Ford. Perciò, anche la testata è stata oggetto di profonde modifiche e vede fra l'altro il ritorno della soluzione plurivalvole. Inoltre, il motore DV5 possiede anche altre caratteristiche strutturali che lo differenziano in maniera decisa dai precedenti motori DV6 e DV4, rispetto ai quali risulta essere più compatto e leggero, e quindi in grado da una parte di contribuire al contenimento della massa complessiva del veicolo su cui viene montato, e dall'altra consente il suo montaggio anche in autovetture di piccole dimensioni.
Il motore DV5 è stato introdotto nella gamma Peugeot inizialmente solo nella più potente variante da 130 CV, per poi estendersi ad altre varianti di potenza inferiore. Le differenze fra varianti più o meno potenti sta fra l'altro nella presenza di turbocompressori a geometria fissa (meno potenti) o variabile (più potenti).
Comuni a entrambe le varianti sono le seguenti caratteristiche:
- architettura a 4 cilindri in linea;
- monoblocco e testata in lega di alluminio;
- alesaggio e corsa: 75 x 84,8 mm;
- cilindrata: 1499 cm³;
- distribuzione a doppio asse a camme in testa con comando a cinghia;
- punterie idrauliche e bilancieri a rullo;
- testata a 4 valvole per cilindro;
- alimentazione a iniezione diretta di gasolio con tecnologia common rail;
- iniettori piezoelettrici a 7 fori con pressione di alimentazione a 2000 bar;
- sovralimentazione mediante turbocompressore
- rapporto di compressione: 16,5:1;
- impianto di scarico con tecnologia BlueHDi e filtro antiparticolato;
- albero a gomiti su cinque supporti di banco.

## Applicazioni
| Motore PSA DV5 |                |               |                                                           |                    |
| Variante       | Potenza CV/rpm | Coppia Nm/rpm | Applicazioni                                              | Anni di produzione |
| DV5RE          | 75/3500        | 230/1750      | Peugeot Rifter 1.5 BlueHDi 75CV                           | dal 07/2018        |
| DV5RE          | 75/3500        | 230/1750      | Citroën Berlingo III 1.5 BlueHDi 75CV                     | dal 07/2018        |
| D15DTL         | 75/3500        | 230/1750      | Opel Combo E 1.5 Diesel 75cv                              | 08/2018-06/2019    |
| DV5RD          | 102/3500       | 250/1750      | Peugeot 208 I 1.5 Blue HDi                                | 06/2018-09/2020    |
| DV5RD          | 102/3500       | 250/1750      | Peugeot 208 II 1.5 Blue HDi                               | dal 06/2019        |
| DV5RD          | 102/3500       | 250/1750      | Peugeot 308 II 1.5 BlueHDi 102CV)                         | 07/2018-11/2020    |
| DV5RD          | 102/3500       | 250/1750      | Peugeot 2008 II 1.5 BlueHDi 100CV                         | dal 10/2019        |
| DV5RD          | 102/3500       | 250/1750      | Peugeot 2008 1.5 BlueHDi 100CV                            | 06/2018-06/2019    |
| DV5RD          | 102/3500       | 250/1750      | Peugeot Rifter 1.5 BlueHDi 100CV                          | dal 07/2018        |
| DV5RD          | 102/3500       | 250/1750      | Citroën C3 III 1.5 BlueHDi                                | dal 05/2018        |
| DV5RD          | 102/3500       | 250/1750      | Citroën C3 Aircross 1.5 BluHDi 102cv                      | 08/2018-10/2020    |
| DV5RD          | 102/3500       | 250/1750      | Citroën C-Elysée 1.5 BlueHDi                              | dal 12/2018        |
| DV5RD          | 102/3500       | 250/1750      | Citroën C4 Cactus 1.5 BlueHDi 100                         | 06/2018-09/2020    |
| DV5RD          | 102/3500       | 250/1750      | Citroën Berlingo III 1.5 BlueHDi 100CV                    | dal 07/2018        |
| DV5RD          | 102/3500       | 250/1750      | DS 3 Crossback 1.5 BlueHDi 100                            | dal 12/2018        |
| DV5RD          | 102/3500       | 270/1750      | Peugeot Traveller/Citroën Spacetourer 1.5 BlueHDi 100CV   | 06/2018-09/2019    |
| DV5RD          | 102/3500       | 270/1750      | Toyota ProAce 1.5 D4-D                                    | dal 06/2018        |
| D15DT          | 102/3500       | 250/1750      | Opel Corsa F 1.5 Diesel                                   | dal 07/2019        |
| D15DT          | 102/3500       | 250/1750      | Opel Crossland X 1.5 Diesel 102 CV                        | 05/2018-10/2020    |
| D15DT          | 102/3500       | 250/1750      | Opel Zafira Life / Vivaro C 1.5 Diesel                    | dal 03/2019        |
| D15DT          | 102/3500       | 250/1750      | Opel Combo E 1.5 Diesel 102cv                             | dal 08/2018        |
| D15DT          | 102/3500       | 250/1750      | Opel Grandland X 1.5 Diesel 100CV                         | 04/2018-07/2018    |
| DV5            | 110/3750       | 250/1750      | Citroën C3 Aircross 1.5 BlueHDi 110                       | dal 10/2020        |
| DV5            | 110/3750       | 250/1750      | Citroën C4 III 1.5 BlueHDi 110                            | dal 10/2020        |
| DV5            | 110/3750       | 250/1750      | Opel Mokka B 1.5 Diesel                                   | dal 09/2020        |
| DV5            | 110/3750       | 250/1750      | Opel Crossland 1.5 Diesel                                 | dal 10/2020        |
| DV5RC          | 120/3750       | 300/1750      | Peugeot 2008 1.5 BlueHDi 120CV                            | 06/2018-06/2019    |
| DV5RC          | 120/3750       | 300/1750      | Peugeot Traveller / Citroën Spacetourer 1.5 BlueHDi 120CV | dal 06/2018        |
| DV5RC          | 120/3750       | 300/1750      | Citroën C3 Aircross 1.5 BlueHDi 120                       | dal 08/2018        |
| DV5RC          | 120/3750       | 300/1750      | Citroën C4 Cactus 1.5 BlueHDi 120                         | 10/2018-09/2020    |
| DV5RC          | 120/3750       | 300/1750      | Toyota ProAce 1.5 BlueHDi 120CV                           | dal 06/2018        |
| DV5RC          | 120/3750       | 300/1750      | Opel Crossland X / Crossland 1.5 Diesel 120cv             | dal 10/2020        |
| DV5RC          | 120/3750       | 300/1750      | Opel Zafira Life / Vivaro C 1.5 Diesel                    | dal 03/2019        |
| DV5RC          | 130/3750       | 300/1750      | Peugeot 308 II 1.5 BlueHDi                                | 10/2017-04/2021    |
| DV5RC          | 130/3750       | 300/1750      | Peugeot 308 III 1.5 BlueHDi                               | dal 09/2021        |
| DV5RC          | 130/3750       | 300/1750      | Peugeot 508 II 1.5 BlueHDi                                | dal 2018           |
| DV5RC          | 130/3750       | 300/1750      | Peugeot 2008 II 1.5 BlueHDi 130 CV                        | dal 10/2019        |
| DV5RC          | 130/3750       | 300/1750      | Peugeot 3008 II 1.5 BlueHDi                               | dall'11/2017       |
| DV5RC          | 130/3750       | 300/1750      | Peugeot 5008 II 1.5 BlueHDi                               | dall'11/2017       |
| DV5RC          | 130/3750       | 300/1750      | Peugeot Rifter 1.5 BlueHDi 130CV                          | dal 07/2018        |
| DV5RC          | 130/3750       | 300/1750      | Citroën C4 III 1.5 BlueHDi 130                            | dal 07/2020        |
| DV5RC          | 130/3750       | 300/1750      | Citroën Berlingo III 1.5 BlueHDi 130CV                    | dal 07/2018        |
| DV5RC          | 130/3750       | 300/1750      | Citroën C4 Spacetourer 1.5 BlueHDi                        | 05/2018-03/2022    |
| DV5RC          | 130/3750       | 300/1750      | Citroën C5 Aircross 1.5 BlueHDi                           | dal 10/2018        |
| DV5RC          | 130/3750       | 300/1750      | DS 3 Crossback 1.5 BlueHDi 130                            | dal 12/2018        |
| DV5RC          | 130/3750       | 300/1750      | DS 4 II 1.5 BlueHDi                                       | dal 12/2021        |
| DV5RC          | 130/3750       | 300/1750      | DS 7 Crossback 1.5 BlueHDi                                | dall'11/2017       |
| D15DTH         | 130/3750       | 300/1750      | Opel Astra L 1.5 Diesel                                   | dal 10/2021        |
| D15DTH         | 130/3750       | 300/1750      | Opel Combo E 1.5 Diesel 130cv                             | dal 08/2018        |
| D15DTH         | 130/3750       | 300/1750      | Opel Grandland X 1.5 Turbo D                              | dal 05/2018        |